# Ria Pieffers
Hendrika (Ria) Pieffers (Oldenzaal, 14 september 1934) is een Nederlands beiaardier in ruste. Ze staat te boek als de eerste gediplomeerde vrouwelijke beiaardier van Nederland. Maria Blom in Gouda was al eerder beiaardier, maar had geen diploma op zak; ze speelde er wel tussen 1942 en 1985.
Pieffers was dochter van Wolter Klaas Pieffers en Hendrika Johanna Prins. Rond 1965 trouwde ze met de Utrechtse beiaardier Stoffel van Viegen.
Haar basisopleiding is gymnasium-A aan het Christelijk Lyceum Almelo. Al tijdens die opleiding begon ze met piano- en harmoniumlessen en begeleidde ze van achter de piano zangers. Het is dan begin jaren vijftig. Geld voor een conservatoriumopleiding was er niet. Om verder te kunnen studeren werkte ze op kantoor van een textielfabriek. Er volgden lessen bij Dick van Willigenburg. Werk en studie onderbrak ze om au pair te worden in Engeland en ze werkte ook enige tijd in Noorwegen. Eenmaal terug in Nederland trok ze naar het Conservatorium van Amsterdam voor orgelles. Ze begon deze studie na verloop van tijd te combineren met klokkenspelen, er kwamen lessen aan de Nederlandse Beiaardschool in Amersfoort, waarbij ze achteraf constateerde dat ze daar wel vreemd opkeken met een vrouw achter het carillon. In 1962 studeerde ze af, maar speelde al in Haarlem. Na het behalen van het diploma oefende ze verder op de beiaard van de Munttoren in Amsterdam en speelde ze op marktdagen in Doetinchem, ze speelde er tot 1993 (pensioen) op het klokkenspel van de Sint-Catharinakerk. Ze was vanaf 1963 tot 1974 de (eerste) stadsbeiaardier in Hengelo (Overijssel). In 1966 streed ze mee in een beiaardiersconcours in Hilversum, de eerste vrouw sinds acht jaar. Ze won de eerste prijs in de categorie improvisatie; burgemeester Joost Boot overhandigde de prijs. Ze zou tot in de jaren negentig in meerdere Nederlandse steden optreden, maar heeft ook optredens in München en Stockholm op haar naam staan.